# Gabriele Wietrowetz

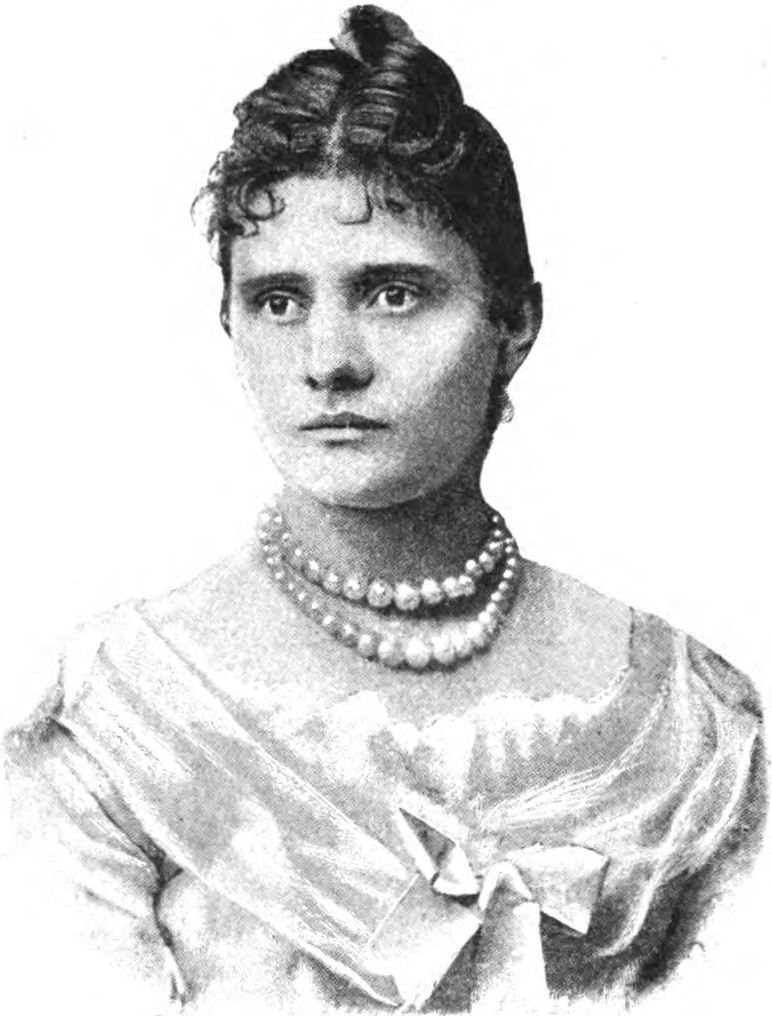
Gabriele Wietrowetz

Gabriele Wietrowetz (* 13. Januar 1866 in Ljubljana, Kaisertum Österreich; † 6. April 1937 in Berlin) war neben Marie Soldat-Röger eine der bedeutendsten Violinistinnen Europas des 19. und 20. Jahrhunderts. Sie war Schülerin Joseph Joachims und lehrte von 1901 bis 1912 an der Königlichen Hochschule für Musik in Berlin (heute: Universität der Künste).

## Leben
Gabriele Wietrowetz wurde in Laibach (damals Kaisertum Österreich) geboren und verbrachte ab 1870 ihre Kindheit in Graz. Im Alter von fünf Jahren erhielt sie ersten Geigenunterricht von ihrem Vater, einem böhmischen Musiker, und erhielt später Unterricht an der Steiermärkischen Musikschule in Graz von A. Geyer und Ferdinand Casper. Ihr erster öffentlicher Auftritt ist durch Konzertrezensionen für das Jahr 1877 nachweisbar.
Von 1882 bis 1885 studierte Gabriele Wietrowetz an der 1869 neu gegründeten Königlichen Hochschule für Musik in Berlin bei Joseph Joachim und Emanuel Wirth. Sie erhielt zweimal den Mendelssohn-Preis. Ihr Debütkonzert fand vermutlich am 22. Dezember 1884 in Berlin statt. Nach Abschluss ihres Studiums unternahm Gabriele Wietrowetz mehrere Konzertreisen, u. a. durch England, Frankreich, die Schweiz, Schweden und Norwegen. 1889 organisierte die Berliner Konzertdirektion Wolff mehrere Auftritte von ihr. 40 Jahre lang war sie im internationalen Konzertleben präsent und spielte mit renommierten Orchestern wie den Berliner Philharmonikern, dem Londoner Orchester der Philharmonic Society oder dem Orchestre municipal de Strasbourg. Sie trat u. a. mit Marie Wieck und dem Bariton Frans Gustaf Oscar Lomberg auf.
Im Jahr 1900 ist Gabriele Wietrowetz als Mitglied im Streichorchester der Berliner Tonkünstlerinnen nachweisbar.
Als „erste und zu ihrer Zeit einzige Frau in der Streicherklasse“ der Königlichen Hochschule für Musik in Berlin unterrichtete sie dort ab 1901 bis 1912 als „außerordentliche Lehrerin für Violinspiel“. Zudem unterrichtete sie auch privat. Sie gründete 1905 ein Damen-Streichquartett („Wietrowetz-Quartett“), zu deren Gründungsmitgliedern Martha Drews (2. Violine) und Erna Schulz (Viola) sowie Eugenie Stoltz (Violoncello) gehörten. Das Quartett gab in wechselnden Besetzungen regelmäßig Konzerte, löste sich 1917 jedoch auf. Daraufhin gründete Gabriele Wietrowetz ein Klaviertrio zusammen mit Käthe von Gizycki (Klavier) und Hermann Hopf (Violoncello).
Gabriele Wietrowetz starb am 6. April 1937 in Berlin. Ihre letzte Adresse in Berlin befand sich in der Knesebeckstraße 77.
In ihrer Todesanzeige heißt es: „Durch ihre Kunst im Violinspiel und ihr feinsinniges Wesen wird sie allen unvergesslich bleiben, die sie persönlich kannten oder sich an ihrem künstlerischen Spiel erfreuen durften.“ (Berliner Tageblatt, 8. April 1937, zit. n. Prante 1999, S. 125)

## Repertoire
Solokonzerte
- Bach, Johann Sebastian: Doppelkonzert d-Moll BWV 1043
- Beethoven, Ludwig van: Violinkonzert D-Dur op. 61
- Brahms, Johannes: Violinkonzert D-Dur op. 77
- Bruch, Max: 2. Violinkonzert d-Moll op. 44
- Joachim, Joseph: Konzert in ungarischer Weise für Violine und Orchester op. 11
- Mendelssohn Bartholdy, Felix: Violinkonzert e-Moll op. 64
- Spohr, Louis: Violinkonzert Nr. 9 d-Moll op. 55; Violinkonzert Nr. 8 a-Moll „in modo di scena cantante“ („in Form einer Gesangsszene“)

Solosonaten
- Brahms, Johannes: Violinsonate G-Dur op. 78
- Kuyper, Elisabeth: Violinsonate h-Moll (Uraufführung in Den Haag)

Kammermusik
- Brahms, Johannes: Klaviertrio H-Dur op. 8
- Beethoven, Ludwig van: Klaviertrio c-Moll op. 9 Nr. 5
- Mozart, Wolfgang Amadeus: Streichquartett C-Dur KV 465[7]